# Dear Ms. Leading
Dear Ms. Leading é uma demo da banda americana de Rock Progressivo The Dear Hunter. Foi gravado inteiramente por Casey Crescenzo, ex-integrante da banda The Receiving End of Sirens.

## Faixas
| N.º | Título                                                                       | Duração |  |
| 1.  | "Overture"                                                                   | 2:57    |  |
| 2.  | "The Innocent Call1" (Renomeada para "Where the Road Parts" no álbum Act II) | 4:29    |  |
| 3.  | "You Were the Only One Who Didn't Fold"                                      | 4:52    |  |
| 4.  | "Satisfaction"                                                               | 3:48    |  |
| 5.  | "Red Hands1"                                                                 | 5:42    |  |
| 6.  | "Ahhhh An Epiphany"                                                          | 3:21    |  |
| 7.  | "Evicted1"                                                                   | 3:44    |  |
| 8.  | "Economics"                                                                  | 5:02    |  |
| 9.  | "Camera"                                                                     | 7:31    |  |
| 10. | "Ms. Leading1"                                                               | 4:31    |  |
| 11. | "Black Sandy Beaches1"                                                       | 5:31    |  |

1Músicas regravadas para o álbum Act II: The Meaning of, and All Things Regarding Ms. Leading.